# Penny Mordaunt
Penelope Mary (Penny) Mordaunt (Torquay, Engeland, 4 maart 1973) is een voormalig Brits politica van de Conservatieve Partij. Ze was van 2010 tot 2024 lid van het Lagerhuis voor Noord-Portsmouth. Ze bekleedde een aantal posten in de kabinetten van David Cameron, Theresa May en Boris Johnson. In het kabinet- May II was ze korte tijd als eerste vrouw minister van Defensie.
Premier Liz Truss benoemde haar in september 2022 tot Leader of the House of Commons en Lord President of the Council, een positie die ze behield onder Truss' opvolger Rishi Sunak. Mordaunt was in 2022 een keer officieel kandidaat voor het leiderschap van de Conservatieve Partij, zonder succes. Een tweede poging dat jaar strandde omdat ze onvoldoende parlementariërs achter zich kreeg om zich te mogen kandideren.
Bij de Lagerhuisverkiezingen van 4 juli 2024 werd ze niet herkozen.

## Biografie
Mordaunts vader was een paratroeper, haar moeder stierf toen ze vijftien was. Mordaunt studeerde filosofie aan de Universiteit van Reading; zij is de eerste persoon in haar familie met een universitaire titel. Zij was reserve-officier in de Britse marine.
Na haar afstuderen werkte ze voor de Conservatieve Partij in verschillende functies op het gebied van communicatie en media. Van 2001 tot 2003 was ze hoofd communicatie voor het Londense district Kensington and Chelsea. Daarna werkte ze enkele jaren in de non-profit sector. Zowel in 2000 en als in 2004 werkte ze in de Verenigde Staten voor de verkiezingscampagnes van George W. Bush.

## Politieke loopbaan
In 2003 deed Mordaunt een eerste poging om voor het district Portsmouth North in het Lagerhuis gekozen te worden maar verloor van de Labour kandidaat. Bij de Lagerhuisverkiezingen van 2010 was ze wel succesvol; bij de verkiezingen in 2015, 2017 en 2019 werd ze herkozen. In 2014 werd ze door het blad The Spectator uitgeroepen tot een van de parlementariërs van het jaar in de categorie "Toespraak van het jaar".
Mordaunt werd door premier David Cameron in 2014 benoemd tot Parliamentary Under-Secretary of State bij het departement voor gemeenschappen en lokale overheid. In mei 2015 werd ze door Cameron als eerste vrouw benoemd tot Minister of State (staatssecretaris) voor de strijdkrachten. In de strijd om de opvolging van Cameron als partijleider en premier na zijn aftreden in 2016 steunde Mordaunt de kandidatuur van Andrea Leadsom; uiteindelijk won Theresa May. 
In de eerste regering van Theresa May was Mordaunt van juli 2016 tot november 2017 Minister of State bij het departement werk en pensioenen. In november 2017 werd ze benoemd tot Secretary of State (minister) voor internationale ontwikkeling, als opvolger van de afgetreden Priti Patel. Op 30 april 2018 kreeg ze daarnaast de portefeuille vrouwen en gelijkheid, als opvolger van de afgetreden Amber Rudd. In mei 2019 werd Mordaunt benoemd tot minister van Defensie na het ontslag van Gavin Williamson. Mordaunt was de eerste vrouw in die functie; ze combineerde defensie met de portefeuille vrouwen en gelijkheid.
Direct na het aantreden van Boris Johnson als premier op 24 juli 2019 verliet Mordaunt de regering. Op 13 februari 2020 kwam ze terug in de regering als Paymaster General, een ministerspost zonder portefeuille met wisselende taken. Bij de herschikking van het kabinet op 15 september 2021 werd ze benoemd tot onderminister in het departement voor internationale handel.
Op 10 juli 2022 stelde Mordaunt zich kandidaat om Boris Johnson op te volgen als partijleider en daarmee als premier. Zij werd in de voorlaatste ronde van de leiderschapsverkiezingen uitgeschakeld. Liz Truss, de uiteindelijke winnaar van de verkiezingen en opvolger van Johnson als premier, benoemde haar op 6 september 2022 tot Leader of the House of Commons en Lord President of the Council. In die laatste functie leidde zij de proclamatieceremonie van koning Charles III in St. James's Palace op 10 september 2022.
Op 20 oktober 2022 kondigde Truss aan af te treden als partijleider en - zodra er een opvolger gekozen was - als premier. Mordaunt wilde haar opvolgen maar slaagde er niet in van ten minste honderd Conservatieve Lagerhuisleden formele steunverklaringen te krijgen; de minimumeis om zich officieel kandidaat te kunnen stellen. Zij trok zich op het laatste moment terug. Hierdoor werd Rishi Sunak - de enige die wel de drempel van honderd steunbetuigingen behaalde - automatisch tot partijleider benoemd.
In het kabinet-Sunak behield Mordaunt de positie Leader of the House of Commons en Lord President of the Council. Ze was tijdens de kroning van Charles III op 6 mei 2023  de eerste vrouwelijke drager van het zwaard van state, een rol die veel aandacht trok.
Bij de Lagerhuisverkiezingen van 4 juli 2024 werd Mordaunt niet herkozen. De zetel voor Portsmouth-North ging naar Labour.

## Politieke opvattingen
Penny Mordaunt behoort tot de groep eurosceptische conservatieven. In de campagne rond het referendum over het EU-lidmaatschap van het Verenigd Koninkrijk pleitte zij voor een brexit. Tijdens die campagne liet ze zich negatief uit over een eventuele toetreding van Turkije bij de Europese Unie. Ze zei daarbij ten onrechte dat het Verenigd Koninkrijk geen vetorecht had om landen die lid willen worden van de EU tegen te houden. Premier David Cameron corrigeerde Mordaunt, op dat moment staatssecretaris voor de strijdkrachten in zijn kabinet, publiekelijk. In juli 2022 herhaalde Mordaunt de claim.

## Externe bronnen
- Website Penny Mordaunt
- Profiel Penny Mordaunt op website House of Commons